# Temple, New Hampshire
Temple är en kommun (town) i Hillsborough County i delstaten New Hampshire i USA med 1 366 invånare (2010). 